# Ривиер, Джейд
Джейд Юк Фан Ри́виер (англ. Jayde Yuk Fun Riviere; родилась 22 января 2001) — канадская футболистка, правый защитник английского клуба «Манчестер Юнайтед» и сборной Канады.

## Клубная карьера
Родилась в Маркеме (Онтарио), начала играть в футбол в возрасте трёх лет под руководством отца. С четырёхлетнего возраста выступала за команду «Вест Руж», затем играла за «Пикеринг». В возрасте 13 лет начала выступать за клуб «Маркем». Во время учёбы в средней школы Билла Кротерса получила награду лучшей спортсменки года, забив 50 голов в 20 матчах за школьную футбольную команду. В августе 2017 года начала выступать за команду футбольной академии клуба «Ванкувер Уайткэпс».
С 2019 по 2022 год выступала за команду «Мичиган Вулверинс».
В апреле 2022 года Ривиер перешла в клуб «Анн-Арбор», выступавший в любительской лиге USL W. Провела за команду четыре матча.
21 января 2023 года подписала первый в своей карьере профессиональный контракт с женской командой английского клуба «Манчестер Юнайтед». 7 мая 2023 года дебютировала в основном составе «Манчестер Юнайтед», выйдя на замену в матче Женской суперлиги против «Тоттенхэм Хотспур».

## Карьера в сборной
Выступала за сборные Канады до 15, до 17, до 20 лет.
12 ноября 2017 года Ривиер дебютировала за главную женскую сборную Канады в матче против сборной США.
В мае 2019 года была включена в заявку сборной Канады на предстоящий женский чемпионат мира во Франции.
29 января 2020 года забила свой первый гол за сборную в матче против Сент-Китса и Невиса.
В 2021 году Ривиер представляла Канаду на летних Олимпийских играх в Токио. Канадская сборная выиграла золотые медали, обыграв в финале в серии пенальти сборную Швеции..

## Достижения
«Мичиган Вулверинс»
- Чемпионка Конференции Big Ten: 2021

«Манчестер Юнайтед»
- Победитель Женского кубка Англии: 2023/24
- Финалистка Женского кубка Англии: 2022/23

Сборная Канады
- Финалистка чемпионата КОНКАКАФ (до 15 лет): 2016
- Золотая медалистка летних Олимпийских игр: 2021

Личные достижения
- Участница символической «команды новичков» Конференции Big Ten: 2017

## Личная жизнь
Отец Джейд родился в Доминике, а мать — в Гонконге. В 2021 году, после победы женской сборной Канады по футболу на летних Олимпийских играх мэр Маркема Фрэнк Скрпитти объявил 6 августа «днём Джейд Ривиер» (англ. Jayde Riviere Day) в Маркеме в честь золотой медали, завоёванной уроженкой города.